# مجرای ادرار
مجرای ادرار (انگلیسی: Urinary meatus) عضوی از بدن انسان می‌باشد که وظیفه دفع کردن ادرار را به عهده دارد.